# ENA 수목 드라마
ENA 수목 드라마는 ENA에서 매주 수요일부터 목요일 오후 9시 10분에 방송 중인 드라마 프로그램이다.

## 개요
미니 시리즈 드라마 형식으로 방송 중이다.

## 방송 시간
| 방송 채널 | 방송 기간                   | 방송 시간                                           | 방송 분량  |
| --------- | --------------------------- | --------------------------------------------------- | ---------- |
| ENA       | 2022년 5월 4일 ~ 일자 미상  | 매주 수요일 ~ 목요일 오후 9시 ~ 오후 10시 10분      | 1시간 10분 |
| ENA       | 일자 미상 ~ 2024년 1월 31일 | 매주 수요일 ~ 목요일 오후 9시 10분 ~ 오후 10시 30분 | 1시간 20분 |

## 프로그램 리스트
- 아래 프로그램은 2002년 11월 이후 시청 가능 연령을 표시하는 드라마 프로그램 등급 제도를 의무적으로 시행하여 현재까지 이어지고 있습니다.
- 2017년 3월 1일부터 TV 프로그램 등급 표시 외에 주제, 폭력성, 선정성, 언어, 모방 위험 등 분류 사유 표시를 의무적으로 시행하고 있습니다.

### 2020년대

#### 2022년
- 《구필수는 없다》 : 2022년 5월 4일 ~ 2022년 6월 23일
- 《이상한 변호사 우영우》 : 2022년 6월 29일 ~ 2022년 8월 18일
- 《굿잡》 : 2022년 8월 24일 ~ 2022년 9월 29일
- 《얼어죽을 연애따위》 : 2022년 10월 5일 ~ 2022년 12월 1일
- 《사장님을 잠금해제》 : 2022년 12월 7일 ~ 2023년 1월 12일

#### 2023년
- 《남이 될 수 있을까?》 : 2023년 1월 18일 ~ 2023년 2월 23일
- 《딜리버리맨》 : 2023년 3월 1일 ~ 2023년 4월 6일
- 《보라! 데보라》 : 2023년 4월 12일 ~ 2023년 5월 25일
- 《행복배틀》 : 2023년 5월 31일 ~ 2023년 7월 20일
- 《오랫동안 당신을 기다렸습니다》 : 2023년 7월 26일 ~ 2023년 9월 7일
- 《유괴의 날》 : 2023년 9월 13일 ~ 2023년 10월 25일
- 《낮에 뜨는 달》 : 2023년 11월 1일 ~ 2023년 12월 14일
- 《모래에도 꽃이 핀다》 : 2023년 12월 20일 ~ 2024년 1월 31일

## 경쟁 프로그램
- KBS 2TV 수목 드라마
- MBC 수목 드라마
- SBS 수목 드라마
- TV조선 수목 드라마
- JTBC 수목 드라마
- 채널A 수목 드라마
- MBN 수목 드라마
- tvN 수목 드라마